# Georg Kippels
Georg Kippels (né le 21 septembre 1959 à Bedburg) est un homme politique et avocat allemand (CDU) et est député du Bundestag depuis les élections fédérales de 2013. Kippels remporte sa première candidature avec 47,3 % des votes pour le mandat direct dans la circonscription du Bundestag Arrondissement de Rhin-Erft I (de).

## Biographie

### Formation
Kippels commence des études de droit à l'université de Cologne en 1979, qu'il achèvent en 1985 avec le premier examen d'État à Cologne. En 1989, il réussit le deuxième examen national de droit à Düsseldorf. En 1990, il obtient son doctorat à Cologne.

### Carrière politique
Kippels est membre de la CDU depuis 1980. Kippels est membre de l'association des entreprises et des entreprises de taille moyenne de la CDU depuis 1990. Il est conseiller municipal de Bedburg-Mitte depuis 1994. De 2000 à 2020, Kippels est maire local de Bedburg-Mitte. Il est président du conseil CDU de 2003 jusqu'aux élections locales de 2014. Il est vice-président du district de la CDU de Rhein-Erft depuis 2009. De 2012 à 2014, Kippels est vice-président de la CDU à Bedburg.

### Position
Au Bundestag en 2017, Kippels vote contre l’ouverture du mariage aux couples homosexuels
En 2021, Kippels se prononce contre l’imposition de réglementations aux citoyens pour une vie plus respectueuse du climat. Selon lui, les citoyens s’opposent aux charges supplémentaires liées à la protection du climat. Il résume la tâche de la politique dans cette phrase : « Notre tâche devrait être d’informer la population sur les moyens d’atteindre une plus grande compatibilité climatique dans les plus brefs délais. » Il convient de garder à l’esprit les « limites raisonnables individuelles » des individus.